# Marija Szkanowa
Marija Igoriewna Szkanowa (ros. Мария Игоревна Шканова, biał. Maryja Iharauna Szkanawa; ur. 18 października 1989 w Leningradzie (obecnie Petersburg) – rosyjska narciarka alpejska, od 2008 roku reprezentująca Białoruś. Olimpijka.

## Kariera
Po raz pierwszy na arenie międzynarodowej Szkanowa pojawiła się podczas zawodów rangi FIS, 14 grudnia 2004 roku w rosyjskiej miejscowości Abżakowo, gdzie w gigancie zajęła 10. lokatę. Uczestniczyła w zimowych igrzyskach olimpijskich w 2010 roku, podczas których najlepszym rezultatem jaki osiągnęła było 33. miejsce w supergigancie kobiet. Brała udział w Zimowej Uniwersjadzie 2013, na której zdobyła brązowy medal w kombinacji kobiet. Brała także udział w zimowych igrzyskach olimpijskich w 2014 roku, w których zajęła 44. pozycję w gigancie i 29. miejsce w slalomie. Na Zimowej Uniwersjadzie 2017 wywalczyła trzy medale, złoty w slalomie, srebrny w superkombinacji i brązowy w gigancie. W 2018 roku, startowała na Zimowych Igrzyskach Olimpijskich w koreańskim Pjongczangu, gdzie jej najlepszym wynikiem była 28. lokata w slalomie.

## Osiągnięcia

### Igrzyska olimpijskie
| Miejsce | Dzień     | Rok  | Miejscowość     | Konkurencja | Czas biegu | Strata | Zwyciężczyni        |
| ------- | --------- | ---- | --------------- | ----------- | ---------- | ------ | ------------------- |
| 33.     | 20 lutego | 2010 | Whistler        | Supergigant | 1:20,14    | +7,70  | Andrea Fischbacher  |
| 40.     | 25 lutego | 2010 | Whistler        | Gigant      | 2:27,11    | +13,27 | Viktoria Rebensburg |
| 38.     | 26 lutego | 2010 | Whistler        | Slalom      | 1:42,89    | +11,61 | Maria Riesch        |
| DNF1    | 15 lutego | 2014 | Krasnaja Polana | Supergigant | 1:25,52    | —      | Anna Fenninger      |
| 44.     | 18 lutego | 2014 | Krasnaja Polana | Gigant      | 2:36,87    | +13,71 | Tina Maze           |
| 29.     | 21 lutego | 2014 | Krasnaja Polana | Slalom      | 1:44,54    | +12,69 | Mikaela Shiffrin    |
| 38.     | 15 lutego | 2018 | Pjongczang      | Gigant      | 2:20,02    | +12,31 | Mikaela Shiffrin    |
| 28.     | 16 lutego | 2018 | Pjongczang      | Slalom      | 1:38,63    | +5,58  | Frida Hansdotter    |
| DNS     | 17 lutego | 2018 | Pjongczang      | Supergigant | 1:21,11    | —      | Ester Ledecká       |
| 20.     | 9 lutego  | 2022 | Pekin           | Slalom      | 1:44,98    | +2,91  | Petra Vlhová        |

### Mistrzostwa świata
| Miejsce | Dzień     | Rok  | Miejscowość       | Konkurencja       | Czas biegu | Strata | Zwyciężczyni                        |
| ------- | --------- | ---- | ----------------- | ----------------- | ---------- | ------ | ----------------------------------- |
| 31.     | 3 lutego  | 2009 | Val d’Isère       | Supergigant       | 1:20,73    | +11,85 | Lindsey Vonn                        |
| DNF1    | 12 lutego | 2009 | Val d’Isère       | Gigant            | 2:03,49    | —      | Kathrin Hölzl                       |
| DNF1    | 14 lutego | 2009 | Val d’Isère       | Slalom            | 1:51,80    | —      | Maria Riesch                        |
| 29.     | 8 lutego  | 2011 | Ga-Pa             | Supergigant       | 1:23,82    | +5,32  | Elisabeth Görgl                     |
| 47.     | 17 lutego | 2011 | Ga-Pa             | Gigant            | 2:20.54    | +11,60 | Tina Maze                           |
| DNF1    | 19 lutego | 2011 | Ga-Pa             | Slalom            | 1:45,79    | —      | Marlies Schild                      |
| DNS1    | 5 lutego  | 2013 | Schladming        | Supergigant       | 1:35,39    | —      | Tina Maze                           |
| 30.     | 8 lutego  | 2013 | Schladming        | Superkombinacja   | 2:39,92    | +14,72 | Maria Höfl-Riesch                   |
| DNF1    | 14 lutego | 2013 | Schladming        | Gigant            | 2:08,06    | —      | Tessa Worley                        |
| DNF2    | 16 lutego | 2013 | Schladming        | Slalom            | 1:39,85    | —      | Mikaela Shiffrin                    |
| DNF2    | 16 lutego | 2017 | Sankt Moritz      | Gigant            | 2:05,55    | —      | Tessa Worley                        |
| 31.     | 18 lutego | 2017 | Sankt Moritz      | Slalom            | 1:37,27    | +7,04  | Mikaela Shiffrin                    |
| 48.     | 14 lutego | 2019 | Åre               | Gigant            | 2:01,97    | +12,83 | Petra Vlhová                        |
| 25.     | 16 lutego | 2019 | Åre               | Slalom            | 1:57,05    | +6,98  | Mikaela Shiffrin                    |
| DNQ     | 16 lutego | 2021 | Cortina d’Ampezzo | Gigant równoległy | -          | -      | Marta Bassino Katharina Liensberger |
| DNF1    | 18 lutego | 2021 | Cortina d’Ampezzo | Gigant            | 2:30,66    | -      | Lara Gut-Behrami                    |
| 28.     | 20 lutego | 2021 | Cortina d’Ampezzo | Slalom            | 2:30,66    | +10,00 | Katharina Liensberger               |

### Mistrzostwa świata juniorów
| Miejsce | Dzień   | Rok  | Miejscowość          | Konkurencja | Czas biegu | Strata | Zwyciężczyni          |
| ------- | ------- | ---- | -------------------- | ----------- | ---------- | ------ | --------------------- |
| DNF2    | 4 marca | 2006 | Québec               | Slalom      | 1:37,30    | —      | Maria Pietilä-Holmner |
| 52.     | 5 marca | 2006 | Québec               | Supergigant | 1:10,96    | +6,05  | Anna Fenninger        |
| DNF1    | 7 marca | 2006 | Québec               | Gigant      | 2:22,43    | —      | Tina Weirather        |
| 62.     | 8 marca | 2007 | Altenmarkt im Pongau | Gigant      | 2:14,90    | +17,47 | Nicole Schmidhofer    |
| DNF1    | 1 marca | 2009 | Ga-Pa                | Slalom      | 1:42,07    | —      | Denise Feierabend     |
| 51.     | 2 marca | 2009 | Ga-Pa                | Gigant      | 2:45,81    | +17,16 | Viktoria Rebensburg   |
| 37.     | 4 marca | 2009 | Ga-Pa                | Supergigant | 1:19,80    | +5,00  | Viktoria Rebensburg   |
| 40.     | 6 marca | 2009 | Ga-Pa                | Zjazd       | 1:19,60    | +5,50  | Marine Gauthier       |

### Puchar Świata

#### Miejsca w klasyfikacji generalnej
- sezon 2016/2017: 113.
- sezon 2021/2022: 112.

#### Miejsca na podium
- Jak dotąd Szkanowa nie stanęła na podium zawodów PŚ.